# Valle de Mena
Valle de Mena é um município da Espanha, localizado na província de Burgos, na comunidade autónoma de Castela e Leão, com uma área de 263 km² com população de 3.704 habitantes (2007) e densidade populacional de 12,97 hab/km².

## Demografia
| Variação demográfica do município entre 1991 e 2004 | Variação demográfica do município entre 1991 e 2004 | Variação demográfica do município entre 1991 e 2004 | Variação demográfica do município entre 1991 e 2004 |
| --------------------------------------------------- | --------------------------------------------------- | --------------------------------------------------- | --------------------------------------------------- |
| 1991                                                | 1996                                                | 2001                                                | 2004                                                |
| 4622                                                | 3472                                                | 3229                                                | 3414                                                |